# Região Geográfica Imediata de Águas Lindas de Goiás

Localização no Estado de Goiás.

A Região Geográfica Imediata de Águas Lindas de Goiás é uma, das 22 regiões imediatas do Estado de Goiás,  uma das 4 regiões imediatas que compõem a Região Geográfica Intermediária de Luziânia-Águas Lindas de Goiás e uma das 509 regiões imediatas do Brasil, criadas pelo IBGE em 2017. É composta por 7 municípios.

## Lista de Municípios
A seguir, a lista de municípios atuais que fazem parte da Região Geográfica Imediata de Águas Lindas de Goiás.
| Município             | População                | Território   | Emancipação            | Notas |
| --------------------- | ------------------------ | ------------ | ---------------------- | --- |
| Águas Lindas de Goiás | 240.613 hab. (est.2024)  | 191,81 km²   | 29 de dezembro de 1995 | Menor município em extensão territorial da região, porém, o mais populoso e principal que dá nome a região geográfica imediata. |
| Cabeceiras            | 7.678 hab. (est.2024)    | 1.126,43 km² | 14 de novembro de 1958 | |
| Cocalzinho de Goiás   | 26.638 hab. (est.2024)   | 1.785,34 km² | 3 de julho de 1990     | |
| Formosa               | 120.478 hab. (est.2024)  | 5.804,29 km² | 1 de agosto de 1843    | Maior município em extensão territorial e mais antigo da região geográfica imediata.                                            |
| Mimoso de Goiás       | 2.633 hab. (est.2024)    | 1.380,70 km² | 1 de junho de 1987     | O Município com a menor população da região geográfica imediata.                                                                |
| Padre Bernardo        | 36.692 hab. (est. 2024)  | 3.142,61 km² | 9 de maio de 1964      | |
| Planaltina            | 110.619 hab. (est. 2024) | 2.558,92 km² | 19 de março de 1891    | |